# Heinz Kroh
Heinrich („Heinz“) Kroh (* 12. September 1881 in Köln-Deutz; † 1. Juli 1972 in Dortmund) war ein deutscher Zeichner, Radierer und Maler von Genreszenen aus dem Volksleben der Großstädte, vor allem von Köln und Paris.

## Leben und Wirken
Heinz Kroh wurde am 12. September 1881 mit seinem Zwillingsbruder Robert Wilhelm als drittes bzw. viertes Kind des Eisenbahnsekretärs Friedrich Kroh (* 1850) und seiner Ehefrau Louise geb. Schneider geboren. Beide Eltern stammten aus Berleburg und waren aus beruflichen Gründen nach Köln gezogen.
Nach der Schulzeit machte Kroh eine Schlosserlehre bei der Köln-Deutzer Gasmotorenfabrik (GFD) und wurde danach als technischer Zeichner ausgebildet. Autodidaktisch studierte er Zeichnen und Malen. 1904 gewährte ihm der Direktor der GFD, Carl Stein, ein Stipendium für die Düsseldorfer Kunstakademie. Er studierte bei Eduard von Gebhardt, Peter Janssen und Adolf Maennchen, der ihn in der „Kreide-Wischtechnik“ unterrichtete. Die „Drei-Minutenskizze“ wurde zum Spezifikum von Heinz Kroh. 1909 bis 1912 studierte und arbeitete er in München. Es folgten längere Aufenthalte im Wittgensteiner Land, im Badischen Schwarzwald und in Straßburg. 1914 meldete er sich freiwillig für den Kriegsdienst und wurde als Sanitäter in Belgien eingesetzt. 1916 erlitt er einen Nervenzusammenbruch. Nach einem Ruheaufenthalt in Rheine war er bis 1920 als Funker am Militärflugplatz Stolp. Ab da lebte Heinz Kroh wieder im Haushalt seiner Eltern in Köln, später bei seiner Schwester Elly. Ab 1924 hatte er ein Atelier im Gereonshaus.
Bis 1929 war er Vorsitzender der Kölner Gruppe des Reichswirtschaftsverbandes bildender Künstler. Als Zeichner und Radierer nahm Heinz Kroh bis 1933 regelmäßig an Ausstellungen des Kölnischen Kunstvereins und an der Großen Düsseldorfer Kunstausstellung teil. 1943 wurde das Atelier in Köln-Buchforst bei mehreren Luftangriffen zerstört.
Kroh war bis 1933 Mitglied der völkischen DNVP, die er verließ, um zum 1. Mai 1933 der NSDAP beizutreten (Mitgliedsnummer 2.120.284). Er wurde Mitglied der Reichskulturkammer (1934–1945) und der Reichskammer der bildenden Künste (1934–1945). Im Nationalsozialismus lebte er längere Zeit in Berleburg (Wittgenstein), der Heimat seiner Herkunftsfamilie.

## Familie
Heinz Kroh heiratete 1929 mit fast fünfzig Jahren  die damals 19-jährige Hertha Schimmelpfennig aus Dortmund. Das Ehepaar zog 1966 nach Dortmund. Dort starb er am 1. Juli 1972 im Alter von 90 Jahren.
Seine Tochter, Hella Rafflenbeul-Kroh (1930–2015), die vielfach sein Modell war, hat in einigen Büchern sein Lebenswerk publik gemacht.

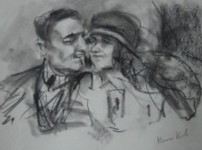
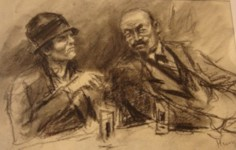
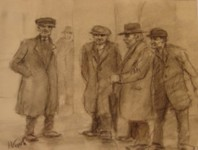
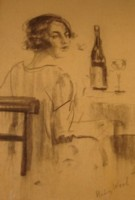
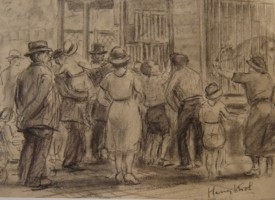
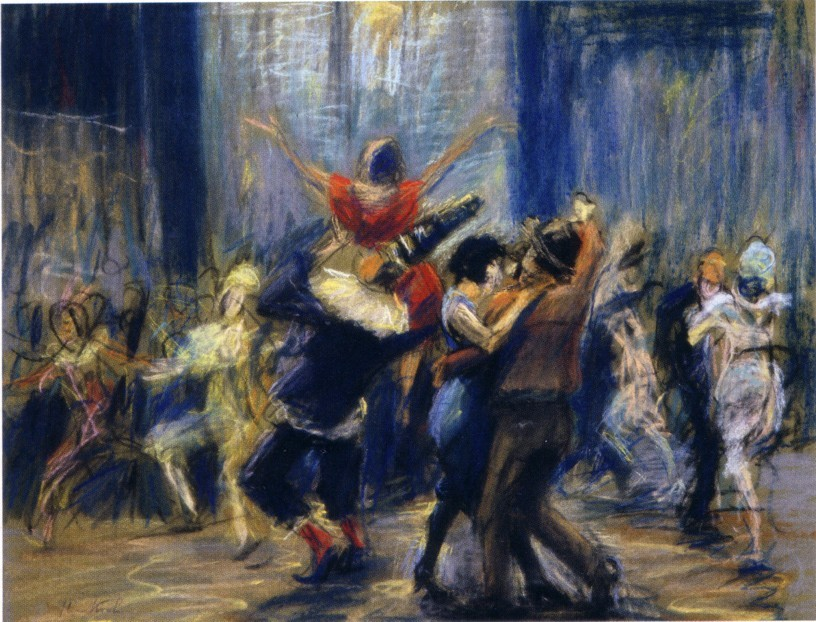